# لیویتزبرگ (اوهایو)
لیویتزبرگ (به انگلیسی: Leavittsburg) یک منطقهٔ مسکونی در ایالات متحده آمریکا است که در شهرستان ترامبل، اوهایو واقع شده‌است. لیویتزبرگ ۴٫۵ کیلومتر مربع مساحت و ۲٬۲۰۰ نفر جمعیت دارد و ۲۷۷ متر بالاتر از سطح دریا واقع شده‌است.